# Nie mehr Schule
Nie mehr Schule ist ein Lied des österreichischen Künstlers Falco aus dem Jahr 1982.

## Hintergrund
Das Lied wurde von Falco selbst geschrieben. Für die Produktion und Komposition war Robert Ponger verantwortlich.
Die Erstveröffentlichung von Nie mehr Schule erfolgte als Teil von Falcos erstem Studioalbum Einzelhaft am 19. Februar 1982 bei GIG Records. 

## Inhalt
Aufgebaut ist das Lied aus zwei Strophen, einem Refrain und einem Outro. Das Lied beginnt zunächst mit einer Strophe, welche aus 13 Zeilen besteht. Daran schließt sich der achtzeilige Refrain an. Es folgt die zweite Strophe, auf welche erneut der Refrain folgt und an den sich das Outro anschließt. Dabei wird die Hälfte des Refrain beim zweiten Mal textlich verändert. Inhaltlich wird auf den Frust, zur Schule gehen zu müssen, eingegangen. Der Titel des Liedes spielt auf den Schulabschluss an.
Das Instrumental lehnt sich stark an Speed of Life von David Bowie an.

„Nie mehr Schule

Keine Schule mehr

Denn der Umstand ist bekannt

Zu viel Schule macht dich krank, ja, ja“